# Acidonia microcarpa
Acidonia es un género monotípico de arbusto perteneciente a la familia de las proteáceas. Su única especie, Acidonia microcarpa, es un endemismo de la costa este de la provincia de Australia Occidental. 

## Taxonomía
Fue descrita originalmente por Robert Brown en 1810 como una especie de Persoonia. En 1975, Lawrence Alexander Sidney Johnson y Barbara Gillian Briggs la elevaron al género Acidonia, transfiriéndole la especie Persoonia. Posteriormente, Acidonia fue cambiada para incluir solo a A. microcarpa. Fue publicado en Botanical Journal of the Linnean Society 70: 175. 1975.